# Dunton (Norfolk)
Pour les articles homonymes, voir Dunton.
Dunton est un village et une paroisse civile du Norfolk, en Angleterre.